# Rayne (Louisiana)
Rayne és una població dels Estats Units a l'estat de Louisiana. Segons el cens del 2000 tenia 8.552 habitants.

## Demografia
Segons el cens del 2000, Rayne tenia 8.552 habitants, 3.183 habitatges, i 2.228 famílies. La densitat de població era de 957,1 habitants/km².
Dels 3.183 habitatges en un 35,2% hi vivien nens de menys de 18 anys, en un 45,1% hi vivien parelles casades, en un 20,5% dones solteres, i en un 30% no eren unitats familiars. En el 26,7% dels habitatges hi vivien persones soles l'11,7% de les quals corresponia a persones de 65 anys o més que vivien soles. El nombre mitjà de persones vivint en cada habitatge era de 2,64 i el nombre mitjà de persones que vivien en cada família era de 3,22.
Per edats la població es repartia de la següent manera: un 29,6% tenia menys de 18 anys, un 9,1% entre 18 i 24, un 27% entre 25 i 44, un 20,7% de 45 a 60 i un 13,6% 65 anys o més.
L'edat mediana era de 34 anys. Per cada 100 dones de 18 o més anys hi havia 78,5 homes.
La renda mediana per habitatge era de 22.369 $ i la renda mediana per família de 27.991 $. Els homes tenien una renda mediana de 27.140 $ mentre que les dones 14.980 $. La renda per capita de la població era de 12.588 $. Entorn del 24,5% de les famílies i el 29,5% de la població estaven per davall del llindar de pobresa.

## Poblacions més properes
El següent diagrama mostra les poblacions més properes.